# Cascada de Jeongbang
Jeongbang (en coreano: 정방폭포) es una cascada famosa en la isla de Jeju. La caída de agua tiene 23 m (75 pies) de alto y está muy cerca del océano. Según el nivel de las lluvias, pueden alcanzar hasta 8 m (26 pies) de ancho. La fuente de la cascada es la corriente Donghong-chun.  Según algunas fuentes, Jeongbang es la única cascada en Asia, que incide directamente en el océano.  Sin embargo, esto es polémico, ya que el agua cae en una ensenada protegida en vez de directamente al mar. Ubicada cerca de Seogwipo, la Cascada Jeongbang es una atracción turística popular, considerada una Yeongjusipgeong, uno de los diez mejores paisajes de la isla de Jeju. 